# Japanese
Leavitt Eduardo Zambrano Haynes (Colon, Panamá; 9 de marzo de 1973), más conocido como Japanese, es un cantante de Reggae en español y dancehall. Es miembro fundador del grupo Scare Dem Crew. 

## Biografía
Japanese comenzó su carrera musical en 1987 según el mismo. Pero no llegó a grabar oficialmente hasta el año 1999, para ese año grabó el tema "Invisible" en la producción Pesadilla Vol. 2.
En el año 2000 se une al Scare Dem Crew, en el que ha permanecido hasta la actualidad, colaborando con los otros integrantes, aunque inicialmente solía participar en canciones de Danger Man o viceversa pero con el tiempo ha logrado conseguir éxitos propios aunque sigue siendo una parte importante de su repertorio las colaboraciones.
Colaboró con Flex en el tema "Eras una niña" sacado en la producción de varios artistas llamado Chalice (2000). El cual Flex sacó posteriormente en su CD Te Quiero: Romantic Style In Da World (2007)
En 2005, Japanese tomó parte de la rivalidad entre Mr. Fox y el Just Do It Clan en contra de Danger Man. Con esta rivalidad Japanese logra hacer un gran giro en su carrera artística con una de sus grandes canciones.

### Estilo
Su estilo lírico a diferencia del de Danger Man es mucho más complejo. Sus letras suelen hablar de la vida en el gueto, problemas sociales y personales además de una lógica más irreverente en las rimas, un estilo muy poco explotado en Panamá.
Musicalmente suele cantar en ritmos hip-hop, Dancehall, hasta ahora no ha participado activamente en el reggaeton y plena.

## Vida personal
En el 2020 sufrió un derrame cerebral que lo ha mantenido lejos de los escenarios desde entonces. A mediados de 2024 uno de sus pies fue amputado a raíz de una diabetes qué lleva sufriendo.

## Discografía

### Discos
- 2004: El CD
- 2005: Don Victor Corleone
- 2005: Entre Dos Mundos
- 2015: Crime Family

### Canciones
- Muerdemolo (1989)
- Quedate quieto (2003)
- Sexy lady (2003)
- Un millón en mi maleta (2003)
- No llamen la ley (2005)
- Que le den (2006)
- Desnudate (2007)
- La cocobola (2007)
- Con razón (2007)
- Tienes el culo aguao (2007)
- Mambo (2007)
- Invisible (1999)
- Tu marido es un vergajo (2008)
- Cucaracha Voladora (2008)
- Hellomoto
- Con razón (2007)
- La problemática (2008)
- Dinero pa tira pal aire (2008)
- Soy de otro planeta (2009)
- Era del Hielo
- Eso no es nada
- Ella me cautivo
- Tu guial quiere
- Pan caliente
- Satélite
- Aleluya
- Parade
- El asalto
- Pantene
- El Meneito
- Pituche
- Hilo Dental
- Robot (Tiraera)
- Recoge el jabón
- Samuel el marica[4]
- Fallaste (con Baster)[5]
- Como así (con Danthe)
- Mentira (con FRIO)
- Señor oficial (2010)
- Pandillero (2011)
- El Abecedario
- Puro Pa Los Puros
- Problema
- Samuel
- Una Mamaita
- Reventó Bocina
- Toy Haciendo Dinero
- El Esqueleto
- Mas millones que martinelly
- Much hot
- Macarena (Ft. Endo)
- Model fi mi (Remix) Ft. Albeezy
- Latinos Represento (Ft. Lápiz Conciente)
- Broke Out (Remix) Alkaline
- Cuando y donde (Remix) ft [kendo kaponi] & [slow rivera]

### Canciones con Danger Man
- Cachazo (2005)
- Código de silencio (2006)
- Chi Chi Man
- Dime friend (2004)
- El taxista (2004)
- El pique
- Estoy preso y mostroseao (2004)
- Funeral
- No es relajo (2004)
- Pura puya (2003)
- Que sopa con ese laopesillo (2005)
- Que no se repita
- Que pongan bultron (2003)
- Ráfaga de Bala
- Será bien cruel
- Te regalo un CD (2005)
- Vamos a cuerialos
- Vamos a tirar un 5